# Senat Müller I
Der Senat Müller I war vom 11. Dezember 2014 bis 8. Dezember 2016 die Landesregierung von Berlin. Es war der 26. Senat von Berlin seit der Bildung des ersten Senats im Jahr 1951. Sechs Senatsmitglieder waren Männer, drei waren Frauen. Fünf Senatsmitglieder gehörten der Sozialdemokratischen Partei Deutschlands (SPD) an, vier der Christlich Demokratischen Union Deutschlands (CDU). Der Senat stützte sich auf die parlamentarische Mehrheit nach der Wahl zum Abgeordnetenhaus von Berlin am 18. September 2011. Bei der Abgeordnetenhauswahl am 18. September 2016 verlor die Koalition ihre Mehrheit.
Die meisten Senatsmitglieder waren bereits Teil der Vorgängersenats unter Klaus Wowereit. Durch den Wechsel Müllers in das Amt des Regierenden Bürgermeisters folgte ihm Andreas Geisel im Amt des Senators für Stadtentwicklung und Umwelt sowie Dilek Kolat in das Amt der Bürgermeisterin. Des Weiteren schied auch der parteilose, von der SPD bestimmte Finanzsenator Ulrich Nußbaum aus; ihm folgte der SPD-Politiker Matthias Kollatz-Ahnen.

## Senat
| Amt                                                 | Bild                                   | Name                   | Partei | Partei                                   | Staatssekretäre                             | Partei | Partei |
| --------------------------------------------------- | -------------------------------------- | ---------------------- | ------ | ---------------------------------------- | ------------------------------------------- | ------ | ------ |
| Regierender Bürgermeister                           |                                        | Michael Müller         |        | SPD                                      | Björn Böhning Hella Dunger-Löper Tim Renner |        | SPD    |
| Bürgermeister                                       |                                        | Frank Henkel           |        | CDU                                      |                                             |        |        |
| Senator für Inneres und Sport                       | Bernd Krömer Andreas Statzkowski       | Frank Henkel           |        | CDU                                      | CDU                                         |        |        |
| Bürgermeisterin                                     |                                        | Dilek Kolat            |        | SPD                                      |                                             |        |        |
| Senatorin für Arbeit, Integration und Frauen        | Barbara Loth Boris Velter              | Dilek Kolat            |        | SPD                                      | SPD                                         |        |        |
| Senator für Stadtentwicklung und Umwelt             |                                        | Andreas Geisel         | SPD    | Christian Gaebler                        | SPD                                         |        |        |
| Senator für Stadtentwicklung und Umwelt             | Regula Lüscher Engelbert Lütke Daldrup | Andreas Geisel         | SPD    |                                          | parteilos                                   |        |        |
| Senatorin für Bildung, Jugend und Wissenschaft      |                                        | Sandra Scheeres        | SPD    | Mark Rackles Sigrid Klebba Steffen Krach |                                             | SPD    |        |
| Senator für Finanzen                                |                                        | Matthias Kollatz-Ahnen | SPD    | Margaretha Sudhof                        | SPD                                         |        |        |
| Senator für Finanzen                                | Klaus Feiler                           | Matthias Kollatz-Ahnen | SPD    |                                          | parteilos                                   |        |        |
| Senator für Gesundheit und Soziales                 |                                        | Mario Czaja            |        | CDU                                      | Emine Demirbüken-Wegner Dirk Gerstle        |        | CDU    |
| Senator für Justiz und Verbraucherschutz            |                                        | Thomas Heilmann        | CDU    | Alexander Straßmeir Sabine Toepfer-Kataw | CDU                                         |        |        |
| Senatorin für Wirtschaft, Technologie und Forschung |                                        | Cornelia Yzer          | CDU    | Henner Bunde Hans Reckers                | CDU                                         |        |        |